# تراویس بارکر
تراویس لندن بارکر (به انگلیسی: Travis Landon Barker)، متولد ۱۴ نوامبر ۱۹۷۵، درامر و آهنگساز مستقل اهل آمریکا است.

## زندگی‌نامه
تراویس بارکر در یکی از مناطق فقیرنشین شهر فونتانا در ایالت کالیفورنیا متولد شد. وی پس از ترک تحصیل به کسب درآمد از طریق آموزش خصوصی و اجرای برنامه در گروه‌های کوچک پرداخت. هنگامی که در سال ۱۹۹۸ گروه کوچک بارکر با نام The Aquabats، برای همراهی با گروه بلینک-۱۸۲ در یک تور دعوت شده بودند، به ناگهان نوازنده بلینک-۱۸۲ گروه‌اش را ترک کرد. در آن شب تراویس بارکر در عرض ۲ ساعت، ۲۰ آهنگ را آموخت و سپس از آنجایی که در این‌کار موفق بود، همکاری بلند مدت او با گروه بلینک-۱۸۲ آغاز شد.

## زندگی خصوصی

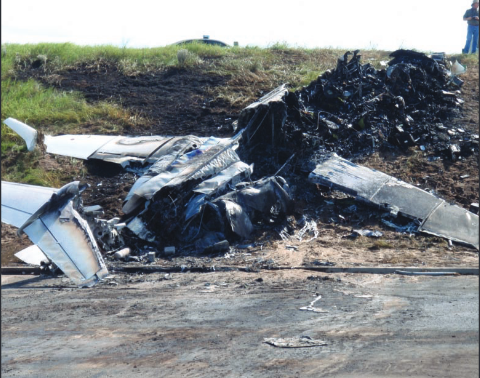
تراویس بارکر

در ماه سپتامبر سال ۲۰۰۸ هنگامی که بارکر با هواپیمای Learjet ۶۰ به همراه ۴ نفر از همکارنش از یک اجرا بازمی‌گشت، هواپیمای آنها دچار نقص فنی شده و سقوط می‌کند، تمامی همراهان بارکر از جمله مدیر برنامه‌هایش در این حادثه جان خود را از دست می‌دهند، اما وی بعد از درمان دوباره بهبود یافته و به کار ادامه می‌دهد.
تراویس بارکر در سال ۲۰۰۳ با شانا موکلر ملکهٔ زیبایی سال ۱۹۹۵ ایالات متحده آمریکا ازدواج کرد. حاصل این ازدواج دو فرزند (یک پسر و یک دختر) بود. این دو در سال ۲۰۰۶ به شکل غیررسمی و در ۱۱ فوریه ۲۰۰۸ رسماً از یکدیگر جدا شدند. در ماه ژانویه سال ۲۰۰۹ بارکر و موکلر باردیگر همراه با یکدیگر، در کنسرت تراویس بارکر در لاس‌وگاس شرکت داشته‌اند.
سرانجام او در ۱۸اکتبر۲۰۲۱با کورتنی کارداشیان که کمتر از یکسال با او در رابطه بود نامزد کرد.

## نگارخانه

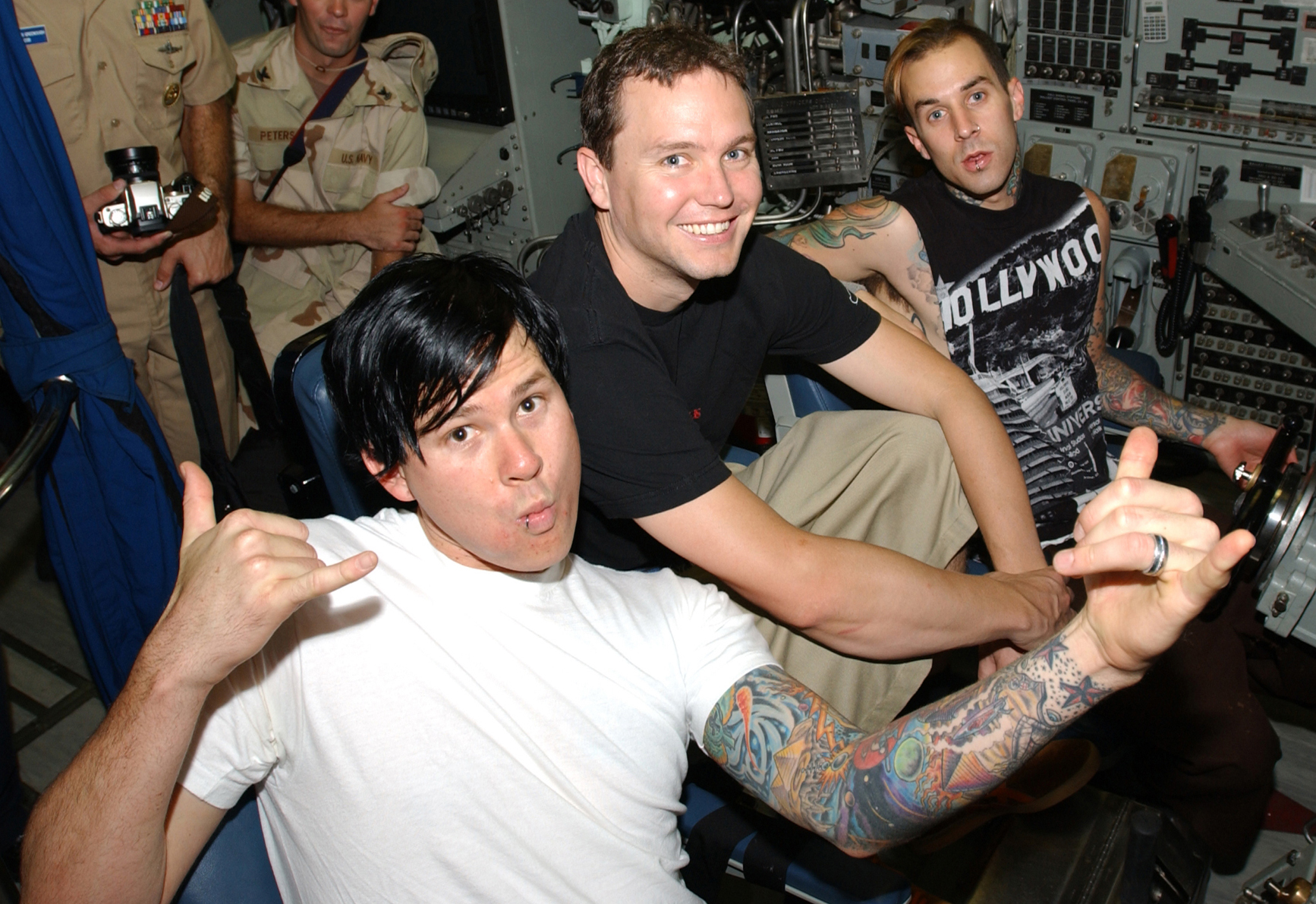
بلینک-۱۸۲. تراویس بارکر و مارک هاپس
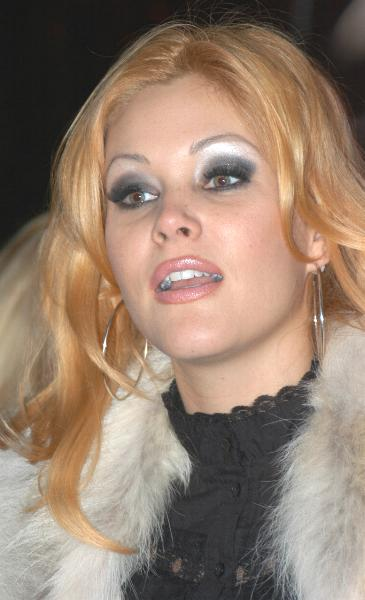
شانا موکلر همسرسابق تراویس بارکر
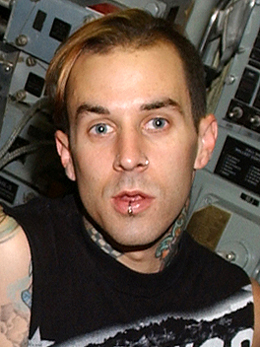